# Лауреаты премии Вольфа (физика)
Премия Вольфа по физике — одна из шести премий Вольфа, вручаемых фондом Вольфа с 1978 года. Имеет репутацию предвестника Нобелевской премии. Так, после вручения премии Вольфа по физике, 16 человек получали Нобелевскую премию по физике и 1 (Дан Шехтман) по химии.
| Год    | Лауреат                                               | Страна                                            | Формулировка |
| ------ | ----------------------------------------------------- | ------------------------------------------------- | --- |
| 1978   | Ву Цзяньсюн                                           | Китай / США                                       | За исследования сил слабого взаимодействия, способствовавшие установлению точной формы, а также несохранения чётности, для этого вида сил. |
| 1979   | Джордж Юджин Уленбек                                  | Нидерланды / США                                  | За открытие, совместно с ныне покойным С. А. Гаудсмитом, спина электрона. |
| 1979   | Джузеппе Оккиалини                                    | Италия                                            | За вклад в открытия рождения электронных пар и заряженных пионов. |
| 1980   | Майкл Фишер Лео Каданов Кеннет Вильсон                | США · США · США                                   | За новаторские разработки, завершившиеся созданием общей теории критического поведения в переходах между различными термодинамическими фазами материи. |
| 1981   | Фримен Дайсон Герард ’т Хоофт Виктор Вайскопф         | Великобритания / США · Нидерланды · Австрия / США | За выдающийся вклад в теоретическую физику, в особенности в развитие квантовой теории поля и её приложений. |
| 1982   | Леон Ледерман Мартин Льюис Перл                       | США · США                                         | За неожиданное экспериментальное открытие новых частиц, формирующих третье поколение кварков и лептонов. |
| 1983/4 | Эрвин Хан                                             | США                                               | За открытие ядерных спиновых эхо и эффекта самоиндуцированной прозрачности. |
| 1983/4 | Питер Хирш                                            | Великобритания                                    | За разработку использования просвечивающего электронного микроскопа как универсального инструмента для изучения структуры кристаллических веществ. |
| 1983/4 | Теодор Майман                                         | США                                               | За реализацию первого рабочего лазера, импульсного трехуровневого рубинового лазера. |
| 1985   | Коньерс Херринг Филипп Нозьер                         | США · Франция                                     | За весомый вклад в фундаментальную теорию твердых тел, в особенности теорию поведения электронов в металлах. |
| 1986   | Митчелл Фейгенбаум                                    | США                                               | За пионерские теоретические исследования, доказавшие универсальный характер нелинейных систем, который сделал возможным систематическое изучение хаоса. |
| 1986   | Альбер Либшабер                                       | Франция / США                                     | За блестящую экспериментальную демонстрацию переходов к турбулентности и хаосу в динамических системах. |
| 1987   | Херберт Фридман                                       | США                                               | За его пионерские исследования солнечного рентгеновского излучения. |
| 1987   | Бруно Росси Риккардо Джаккони                         | Италия / США · Италия / США                       | За открытие внесолнечных источников рентгеновского излучения и объяснение физических процессов, происходящих в них. |
| 1988   | Роджер Пенроуз Стивен Хокинг                          | Великобритания · Великобритания                   | За блестящее развитие общей теории относительности, в котором они показали неизбежность космологических сингулярностей и объяснили физику чёрных дыр. В своей работе они значительно углубили наше понимание происхождения и возможной судьбы Вселенной.                                                     |
| 1989   | Премия не присуждалась                                | Премия не присуждалась                            | Премия не присуждалась |
| 1990   | Пьер-Жиль де Жен Дэйвид Таулесс                       | Франция · Великобритания / США                    | За широкий спектр пионерских вкладов в наше понимание организации сложных конденсированных систем: де Жену — в особенности за его работы по макромолекулярным веществам и жидким кристаллам, Таулессу — за работы по неупорядоченным и низкоразмерным системам.                                              |
| 1991   | Морис Голдхабер Валентин Телегди                      | США · Швейцария / США                             | За независимый плодотворный вклад в ядерную физику и физику элементарных частиц, в особенности относящийся к слабым взаимодействиям с участием лептонов. |
| 1992   | Джозеф Хотон Тейлор                                   | США                                               | За открытие обращающегося радио-пульсара и его использование для подтверждения общей теории относительности с высокой точностью. |
| 1993   | Бенуа Мандельброт                                     | Франция / США                                     | За осознание широкого распространения фракталов и развитие математических методов для их описания; он изменил наш взгляд на природу. |
| 1994/5 | Виталий Лазаревич Гинзбург                            | Россия                                            | За вклад в теорию сверхпроводимости и в теорию высокоэнергетических процессов в астрофизике. |
| 1994/5 | Йоитиро Намбу                                         | Япония / США                                      | За вклад в теорию элементарных частиц, включая осознание роли спонтанного нарушения симметрии по аналогии с теорией сверхпроводимости, и за открытие цветовой симметрии сильных взаимодействий. |
| 1996/7 | Джон Арчибальд Уилер                                  | США                                               | За плодотворный вклад в физику чёрных дыр, квантовую гравитацию, а также в теорию ядерного рассеяния и теорию деления ядра. |
| 1998   | Якир Ааронов Майкл Берри                              | Израиль · Великобритания                          | За открытие топологической и геометрической фаз волновой функции, а именно эффекта Ааронова — Бома, фазы Берри, и за внедрение их во множество областей физики. |
| 1999   | Дан Шехтман                                           | Израиль                                           | За экспериментальное открытие квазикристаллов, непериодических твёрдых тел с дальним порядком, которое вдохновило исследования нового фундаментального состояния вещества. |
| 2000   | Раймонд Дэвис Масатоси Косиба                         | США · Япония                                      | За пионерские наблюдения астрономических явлений путём детектирования нейтрино, приведшие к созданию развивающегося направления нейтринной астрономии. |
| 2001   | Премия не присуждалась                                | Премия не присуждалась                            | Премия не присуждалась |
| 2002/3 | Бертран Гальперин Энтони Леггетт                      | США · Великобритания / США                        | За ключевые догадки в широком разнообразии областей физики конденсированного состояния вещества: Леггетта — в области сверхтекучести жидкого изотопа гелия и макроскопических квантовых явлений, Гальперина — в области двумерного плавления, разупорядоченных систем и сильно взаимодействующих электронов. |
| 2004   | Роберт Браут Франсуа Энглер Питер Хиггс               | Бельгия · Бельгия · Великобритания                | За пионерскую работу, которая привела к пониманию механизма генерации массы всякий раз, когда локальная калибровочная симметрия реализуется асимметрично в мире субатомных частиц. |
| 2005   | Дэниел Клеппнер                                       | США                                               | За революционную работу в атомной физике водородоподобных систем, включая исследования по водородному мазеру, ридберговским атомам и бозе-эйнштейновской конденсации. |
| 2006/7 | Альбер Ферт Петер Грюнберг                            | Франция · Германия                                | За независимое открытие явления гигантского магнитного сопротивления, послужившего основой нового направления исследований и приложений — спинтроники, в котором спин электрона используется для хранения и передачи информации.                                                                             |
| 2008   | Премия не присуждалась                                | Премия не присуждалась                            | Премия не присуждалась |
| 2009   | Премия не присуждалась                                | Премия не присуждалась                            | Премия не присуждалась |
| 2010   | Джон Клаузер Ален Аспе Антон Цайлингер                | США · Франция · Австрия                           | За фундаментальный концептуальный и экспериментальный вклад в основы квантовой физики, в частности за серию возрастающих по сложности проверок неравенств Белла (или расширенных версий этих неравенств) с использованием запутанных квантовых состояний.                                                    |
| 2011   | Максимилиан Хайдер Харальд Розе Кнут Урбан            | Австрия · Германия · Германия                     | За разработку технологии электронной микроскопии со скорректированными аберрациями, позволившей наблюдать отдельные атомы с пикометровым пространственным разрешением, что явилось революционным достижением для материаловедения.                                                                           |
| 2012   | Яаков Бекенштейн                                      | Израиль                                           | За свои работы по теме чёрных дыр. |
| 2013   | Петер Цоллер Хуан Игнасио Сирак                       | Австрия · Испания                                 | За огромный теоретический вклад в квантовую обработку информации, исследования квантовой оптики и квантового газа. |
| 2014   | Премия не присуждалась                                | Премия не присуждалась                            | Премия не присуждалась |
| 2015   | Джеймс Бьёркен Роберт Киршнер                         | США                                               | За создание условий, позволивших их аспирантам и постдокам открыть ускоренное расширение Вселенной. |
| 2016   | Йозеф Имри                                            | Израиль                                           | За пионерские исследования физики мезоскопических и случайных систем. |
| 2017   | Мишель Майор Дидье Кело                               | Швейцария · Швейцария                             | За открытие первой экзопланеты, вращающейся вокруг похожей на Солнце звезды. |
| 2018   | Чарльз Беннетт Жиль Брассар                           | США · Канада                                      | За их совместную работу в быстрорастущей области квантовой информатики. |
| 2019   | Премия не присуждалась                                | Премия не присуждалась                            | Премия не присуждалась |
| 2020   | Рафи Бистритцер Пабло Харильо-Эрреро Аллан Макдональд | Израиль · Испания · Канада/ США                   | За пионерскую теоретическую и экспериментальную работу по скрученному двухслойному графену. |
| 2021   | Джорджо Паризи                                        | Италия                                            | За новаторские открытия в неупорядоченных системах, физике элементарных частиц и статистической физике. |
| 2022   | Анн Л’Юилье Пол Коркум Ференц Краус                   | Франция/ Швеция · Канада · Венгрия/ Германия      | За новаторский вклад в науку о сверхбыстрых лазерах и аттосекундную физику. |
| 2023   | Премия не присуждалась                                | Премия не присуждалась                            | Премия не присуждалась |
| 2024   | Мартин Рис                                            | Великобритания                                    | За фундаментальный вклад в астрофизику высоких энергий, формирование галактик и структур, а также космологию. |